# شركة الألمنيوم الإيرانية
شركة الألمنيوم الإيرانية ( إيرالكو ) هي شركة تصنيع ألمنيوم إيرانية تقع في أراك . وهي أكبر منتج للألمنيوم في إيران. يغطي مصنعها 232 هكتار (570 أكر) وتبلغ طاقته الإنتاجية السنوية 180,000 طن متري (200,000 طن صغير) سنويًا، وتتكون من سبائك نقية مختلفة على شكل T- سبائك وسبائك صب وقضبان بأحجام مختلفة وألواح والموصلات الكهربائية. يعمل حوالي 11000 مصنع تصنيع وورشة عمل مع أكثر من 250.000 موظف في الصناعات التابعة للألمنيوم. يتم إنتاج منتجات الشركة وفقًا للمعايير الدولية والحد الأدنى من نقاء الألمنيوم هو 99.70٪.
إيرالكو هي عضو في بورصة لندن للمعادن ومدرجة في بورصة طهران . 

## روابط خارجية
- الصفحة الرئيسية لشركة الألمنيوم [وصلة مكسورة] [ وصلة ميتة دائمة ][ وصلة ميتة دائمة ]